# District de Nagykanizsa
Le district de Nagykanizsa (en hongrois : Nagykanizsai járás) est un des 10 districts du comitat de Zala en Hongrie. Il compte 78 022 habitants et rassemble 49 localités : 47 communes et 2 villes dont Nagykanizsa, son chef-lieu.
Cette entité existait déjà auparavant jusqu'à la réforme territoriale de 1983.

## Localités
- Alsórajk
- Balatonmagyaród
- Belezna
- Bocska
- Börzönce
- Csapi
- Eszteregnye
- Felsőrajk
- Fityeház
- Fűzvölgy
- Galambok
- Garabonc
- Gelse
- Gelsesziget
- Hahót
- Homokkomárom
- Hosszúvölgy
- Kacorlak
- Kerecseny
- Kilimán
- Kisrécse
- Liszó
- Magyarszentmiklós
- Magyarszerdahely
- Miháld
- Murakeresztúr
- Nagybakónak
- Nagykanizsa
- Nagyrada
- Nagyrécse
- Nemespátró
- Orosztony
- Pat
- Pölöskefő
- Pötréte
- Rigyác
- Sand
- Sormás
- Surd
- Szepetnek
- Újudvar
- Zalakaros
- Zalakomár
- Zalamerenye
- Zalaszabar
- Zalaszentbalázs
- Zalaszentjakab
- Zalasárszeg
- Zalaújlak